# Ракитника (област Варна)
 Тази статия е за селищното образувание Ракитника.  За защитената местност вижте Ракитник (защитена местност).  За други значения вижте Ракитник.
Селищно образувание Ракитника се намира на около 4 км южно от варненския квартал Галата. Намира се в район Аспарухово на община Варна. До там има асфалтиран автомобилен път от Варна, който минава покрай квартал Галата. В близост се намира хижа Черноморец с обширен плаж.
В Ракитника живеят от няколкостотин до хиляда души. Има няколко магазина (за хранителни стоки, за строителни материали), охранителна фирма и параклис. Районът е водоснабден и електрифициран. Прокарана е кабелна телефонна мрежа.
В района се намира един от популярните нудистки плажове. Ракитника посреща много туристи, търсещи спокойствието, чистия въздух и невисоките цени. По на юг е Паша дере, където има защитена влажна зона и малко зарибено езеро; той е горски и селскостопански фонд, имащ за цел да опази находището на древната растителна култура ракитник. През местността преминават пешеходни туристически маршрути от хижа „Черноморец“ за квартал Галата на гр. Варна, като преходът отнема около час.
В района край морския бряг лятно време се разпъват палатки. В миналото този район е бил зает от житна нива и лозя, но в последните години бързо се застроява с вили и постепенно се разраства посредством уплътняване на застроените площи.

## Обществен транспорт
- Автобус №60 (от ЖП гара Варна)